# Amblyomma exornatum
Amblyomma exornatum (лат.) — вид клещей из семейства иксодовых (Ixodidae).

## Распространение
А. exornatum широко распространена в странах Африки: Алжир, Сенегал, Кот-д'Ивуар, Гана, Камерун, Габон, ДР Конго, Сомали, Кения, Ангола, Танзания, Ботсвана, Мозамбик, и Южно-Африканская Республика.
Тридцать три особи А. exornatum были случайно завезены в Польшу на степных варанах (Varanus exanthematicus) из Ганы (Африка). Рептилии были предназначены для разведения в террариуме.

## Экология
Главными хозяевами А. exornatum являются рептилии, чаще всего вараны (Varanidae), сцинки (Scincidae) и питоны (Boidae). Этот вид был также найден на других пресмыкающихся: сухопутные черепахи (Testudinidae), настоящие крокодилы (Crocodylidae), хамелеоны (Chamaeleonidae), ужеобразные (Colubridae), аспиды (Elapidae) и гадюковые (Viperidae).
A. exornatum также питается на млекопитающих, таких как: летучие мыши, ящеры, грызуны, даже парнокопытные, в частности на полорогих и хищных.
Было показано, что А. exornatum может быть естественным переносчиком бактерий Coxiella burnetii и Rickettsia.